# Katherine Champernowne

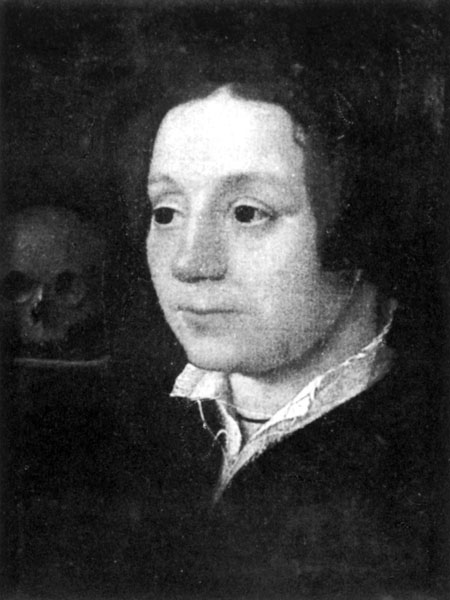
Kat Ashley

Katherine Champernowne, auch „Kate“ Ashley (* vor 1503; † 1565), war die Gouvernante und erste Hofdame am Hof von Königin Elisabeth I.

## Leben
Katherine wurde als Tochter von John Champernowne of Dartington und seiner Frau Margaret Courteney geboren. Ihr Geburtsdatum ist uns nicht gesichert überliefert, der International Genealogical Index zeigt aber, dass ihre Eltern zwischen 1478 und 1485 geheiratet haben. Da Katherines Vater John 1503 starb, wurde Katherine wohl vor diesem Datum geboren, höchstwahrscheinlich in Modbury (ein anderes Kind von Sir John wurde dort getauft).
Die junge Elisabeth Tudor wurde in der Zeit vor der Geburt ihres Bruders Eduard von Lady Bryan betreut, die aber dann dem jungen Thronfolger zur Verfügung gestellt wurde. So bekam Elisabeth als Vierjährige im Juli 1536 eine neue Gouvernante zugeteilt. Sie nannte ihre Erzieherin „Kat“, eine Kurz- und Koseform von Katherine. Die hochgebildete Kat Champernowne unterrichtete Elisabeth in den Fächern Astronomie, Geographie, Geschichte, Mathematik, Französisch, Italienisch und Spanisch. Zum Ausgleich für diese Studien wurde Elisabeth auch noch im Nähen, Sticken, Tanzen und Reiten unterrichtet.
Im Jahre 1545 heiratete Kat Sir John Ashley, einen Cousin von Elisabeths Mutter Anne Boleyn. Zum Zeitpunkt der Hochzeit war Katherine bereits über 40 Jahre alt. Nachdem König Heinrich VIII. gestorben war, lebte Elisabeth im Haushalt ihrer letzten Stiefmutter Catherine Parr. Diese verheiratete sich noch in Heinrichs Todesjahr mit Thomas Seymour, 1. Baron Seymour of Sudeley, starb aber ein Jahr später an den Folgen der Geburt ihrer Tochter Mary. Seymour, der einen Aufstand gegen seinen Bruder, den Lordprotektor Edward Seymour, 1. Duke of Somerset plante, wurde 1549 inhaftiert und im selben Jahr hingerichtet. Auch Katherine Ashley wurde wegen einer möglichen Verwicklung im Fall Seymour in den Tower gebracht. Im August 1549 wurde sie entlassen und kehrte zu Elisabeth zurück, bis diese selbst 1554 in den Tower gebracht wurde, weil man annahm, sie würde ein Komplott gegen ihre Halbschwester Königin Mary planen. Nachdem Elisabeth mangels Beweisen freigelassen wurde, wurde es Kat Ashley im Oktober 1555 erlaubt, zu ihr zurückzukehren.
Katherine wurde im Mai 1556 noch einmal verhaftet, nachdem bei einer Hausdurchsuchung ein Koffer voll ketzerischer Bücher gefunden wurde. Die strenge Katholikin Mary Tudor verurteilte sie zu drei Monaten Haft im Fleet-Gefängnis. Nach ihrer Entlassung wurde es Kat nicht erlaubt, zu Elisabeth zurückzukehren. Als Mary Tudor 1558 starb, wurde dieser Befehl sofort aufgehoben, Kat durfte zu Elisabeth zurückkehren und wurde von ihr zur Ersten Hofdame ernannt. Ihr Tod im Sommer 1565 stürzte Elisabeth in große Trauer.